# Junior Eurovision Song Contest 2014
Der 12. Junior Eurovision Song Contest fand am 15. November 2014 in Marsa auf der Insel Malta statt. Es war das dritte Mal insgesamt und das zweite Mal in Folge, dass der Sieger des Vorjahres den Wettbewerb austrug, da Gaia Cauchi 2013 für Malta mit The Start gewonnen hatte. Der Austragungssender war PBS.
Italien gewann zum ersten Mal mit Vincenzo Cantiello und dem Lied Tu primo grande amore den Wettbewerb.

## Austragungsort
Am 18. Dezember 2013 bestätigte der austragende Fernsehsender Public Broadcasting Services (PBS) und die Europäische Rundfunkunion (EBU), dass Malta den Junior Eurovision Song Contest 2014 austragen werde. Man werde das Event nicht in einer konkreten Stadt austragen, sondern auf der Insel Malta. Malta trug somit zum ersten Mal eines der Eurovision Events aus.
In der ehemaligen Schiffswerft standen ca. 800 Stehplätze und bis zu 4500 Sitzplätze zur Verfügung.

## Teilnehmer
| \| Marsa \|                                            |
| Austragungsort des Junior Eurovision Song Contest 2014 |
| Marsa                                                  |

Länder, die 2014 teilnahmen
Länder, die in der Vergangenheit teilgenommen haben, jedoch nicht 2014

Laut einer Regeländerung durften ab diesem Jahr die Beiträge nicht vor dem 1. Mai des jeweiligen Jahres veröffentlicht werden. Zudem wurde vereinbart, dass nicht, wie 2013, die Plätze 1–3, sondern nur der Sieger seine Trophäe auf der Bühne erhalten wird. Platz zwei und drei werden dann auf der Pressekonferenz nach der Show geehrt. Geplant war ebenfalls ein Onlinevoting, welches jedoch keinen Einfluss auf das Ergebnis des JESC haben sollte. Aufgrund der hohen Benutzung der Voting-Seite war diese überlastet und das Onlinevoting konnte doch nicht stattfinden.
Es gab zum ersten Mal in der Geschichte des JESC keine Austragungsstadt im eigentlichen Sinne, sondern eine Austragungsinsel, also ganz Malta.
Kinder von 16 verschiedenen Schulen wurden in das Ereignis involviert. Dabei war jede Schule für ein teilnehmendes Land verantwortlich.
Mit Moira Delia moderierte eine bekannte TV-Persönlichkeit die Show. Sie war die erste Solo-Moderatorin in der Geschichte des JESC.
Zypern nahm nach der letzten Teilnahme 2009 nun 2014 wieder teil, genau wie Bulgarien, das zuletzt 2011 dabei gewesen ist und Serbien, das nach drei Jahren Pause zurückgekehrt ist. Kroatien kehrte als allererster JESC-Sieger nach sieben Jahren zum Wettbewerb zurück. Alle vier Länder hatten aus finanziellen Gründen nicht am Eurovision Song Contest 2014 teilgenommen. Italien nahm zum ersten Mal teil, nachdem der kleine Nachbar San Marino bereits 2013 sein Debüt gegeben hatte. Auch die Balkanstaaten Montenegro und Slowenien gaben in Marsa ihr JESC-Debüt.
Mazedonien hat nach dem letzten Platz 2013 seine Teilnahme für 2014 abgesagt. Auch Aserbaidschan und Moldau wollten nicht zurückkehren. Folgende sechzehn Länder nahmen am Wettbewerb teil:
| Platz | Startnr. | Land        | Sprache                   | Interpret                                                     | Lied Musik (M) und Text (T) | Ungefähre Bedeutung im Deutschen | Punkte |
| ----- | -------- | ----------- | ------------------------- | ------------------------------------------------------------- | --- | -------------------------------- | ------ |
| 01.   | 11       | Italien     | Italienisch, Englisch     | Vincenzo Cantiello                                            | Tu primo grande amore M: Alterisio Paoletti, Fabrizio Berlincioni, Leonardo De Amicis; T: Fabrizio Berlincioni, Vincenzo Cantiello, Francesca Giuliano | Du, erste große Liebe            | 159    |
| 02.   | 02       | Bulgarien   | Bulgarisch                | Krisia, Hasan & Ibrahim Крисия, Хасан и Ибрагим               | Planetata na detsata (Планетата на децата) M: Ku-Ku-Band; T: Ivailo Valtchew, Krisiya Todorowa                                                         | Planet der Kinder                | 147    |
| 03.   | 12       | Armenien    | Armenisch, Englisch       | Betty Բեթթի                                                   | People Of The Sun M/T: Elizabeth Danieljan, Mane Hakobjan, Avet Barseghjan                                                                             | Leute der Sonne                  | 146    |
| 04.   | 15       | Malta       | Englisch                  | Federica Falzon                                               | Diamonds M/T: Elton Zarb, Matt Muxu Mercieca, Gillian Attard, Federica Falzon                                                                          | Diamanten                        | 116    |
| 05.   | 13       | Russland    | Russisch, Englisch        | Alisa Kashaikina Алиса Кожикина                               | Dreamer M: Maxim Fadjew, Alisa Kashaikina; T: Olga Serjabkina, Alisa Kashaikina                                                                        | Träumer                          | 096    |
| 06.   | 08       | Ukraine     | Ukrainisch, Englisch      | Sympho-Nick                                                   | Prijde wesna (Прийде весна) M: Mikhail Nekrasow; T: Ewgeni Matjuschenko                                                                                | Der Frühling kommt               | 075    |
| 07.   | 01       | Belarus     | Belarussisch              | Nadsjesda Missjakowa Надежда Мисякова                         | Sokal (Сокaл) M: Nadseja Missjakowa, Uzari; T: Nadseja Missjakowa                                                                                      | Falke                            | 071    |
| 08.   | 16       | Niederlande | Niederländisch, Englisch  | Julia                                                         | Around M/T: Julia van Bergen | Rundherum                        | 070    |
| 09.   | 05       | Zypern      | Griechisch, Englisch      | Sophia Patsalides Σοφία Πατσαλίδου                            | I pio omorfi mera (Η πιο όμορφη μέρα) M: Alexandros Panagis; T: Stavros Stavrou, Sophia Patsalides, Alexandros Panagis                                 | Der schönste Tag                 | 069    |
| 010.  | 14       | Serbien     | Serbisch                  | Emilija Đonin Емилија Ђонин                                   | Svet u mojim očima (Свет у мојим очима) M: Emilija Đonin, Dragan Ilić; T: Nikola Čuturilo                                                              | Die Welt in meinen Augen         | 061    |
| 011.  | 06       | Georgien    | Georgisch                 | Lizi Pop ლიზი პოპი                                            | Happy Day M/T: Giorgi Kukhianidse | Fröhlicher Tag                   | 054    |
| 012.  | 09       | Slowenien   | Slowenisch, Englisch      | Ula Ložar                                                     | Nisi sam M: Ula Ložar, Raay, Marjetka Vovk; T: Erika Mager, Lucienne Lonchina, Raay                                                                    | Du bist nicht allein             | 029    |
| 013.  | 07       | Schweden    | Schwedisch, Englisch      | Julia Kedhammar                                               | Du är inte ensam M/T: Julia Kedhammar, Thomas G:son | Du bist nicht allein             | 028    |
| 014.  | 10       | Montenegro  | Montenegrinisch, Englisch | Maša Vujadinović & Lejla Vulić Маша Вујадиновић и Лејла Вулић | Budi dijete na jedan dan (Буди дијете на један дан) M: Slaven Knezović; T: Sanja Perić, Lejla Vulić                                                    | Sei Kind für einen Tag           | 024    |
| 015.  | 03       | San Marino  | Italienisch, Englisch     | The Peppermints                                               | Breaking My Heart M: Luca Medri, Chris Lapolla; T: Antonello Carozza, L. Medri, C. Lapolla, The Peppermints                                            | (Du) Brichst mein Herz           | 021    |
| 016.  | 04       | Kroatien    | Kroatisch, Englisch       | Josie                                                         | Game Over M/T: Josephine Ida Zec | Spiel vorbei                     | 013    |

## Punkteverteilung
KJ = Kid′s Jury
|      |                                          | Ergebnis |    |    |    |    |    |    |    |    |    |    |    |    |    |    |    |    |    |
| Pkt. | KJ                                       | BY       | BG | SM | HR | CY | GE | SE | UA | SI | ME | IT | AM | RU | RS | MT | NL |    |    |
| Land | Belarus                                  | 71       | 8  |    | 1  | 3  | 2  | 1  | 6  | 5  | 6  | 2  |    | 1  | 3  | 8  |    | 6  | 7  |
| Land | Bulgarien                                | 147      | 4  | 7  |    |    | 12 | 12 | 8  | 10 | 8  | 10 | 8  | 10 | 7  | 7  | 12 | 8  | 12 |
| Land | San Marino                               | 21       |    |    |    |    |    |    |    |    |    |    |    | 8  |    |    |    | 1  |    |
| Land | Kroatien                                 | 13       |    |    |    | 1  |    |    |    |    |    |    |    |    |    |    |    |    |    |
| Land | Zypern                                   | 69       | 6  | 3  | 8  |    |    |    | 4  | 6  |    | 4  | 4  | 5  |    | 3  |    |    | 6  |
| Land | Georgien                                 | 54       | 1  | 4  | 2  | 2  | 1  | 3  |    |    | 2  |    |    |    | 12 | 5  | 1  | 7  | 2  |
| Land | Schweden                                 | 28       |    |    |    |    |    | 2  | 1  |    | 3  |    |    | 4  | 1  |    |    |    | 5  |
| Land | Ukraine                                  | 74       |    | 6  | 4  |    | 7  | 4  | 7  |    |    | 1  | 10 | 3  | 4  | 4  | 5  | 4  | 3  |
| Land | Slowenien                                | 29       |    | 1  |    |    | 3  |    |    | 2  |    |    | 3  |    | 2  |    | 2  |    | 4  |
| Land | Montenegro                               | 24       |    |    |    |    |    |    |    |    |    | 3  |    |    |    |    | 4  | 5  |    |
| Land | Italien                                  | 159      | 12 | 2  | 10 | 12 | 10 | 10 | 10 | 7  | 10 | 12 | 12 |    | 8  | 6  | 8  | 10 | 8  |
| Land | Armenien                                 | 146      | 7  | 12 | 12 | 7  | 6  | 6  | 12 | 8  | 12 | 8  | 2  | 2  |    | 12 | 6  | 12 | 10 |
| Land | Russland                                 | 96       | 5  | 10 | 7  | 5  | 5  | 8  | 3  | 1  | 5  | 7  | 5  |    | 10 |    | 10 | 3  |    |
| Land | Serbien                                  | 61       | 3  |    | 6  | 6  | 8  |    |    | 3  | 4  | 5  | 7  | 6  |    | 1  |    |    |    |
| Land | Malta                                    | 116      | 10 | 8  | 5  | 10 |    | 7  | 5  | 4  | 7  | 6  | 6  | 12 | 6  | 10 | 7  |    | 1  |
| Land | Niederlande                              | 70       | 2  | 5  | 3  | 4  | 4  | 5  | 2  | 12 | 1  |    | 1  | 7  | 5  | 2  | 3  | 2  |    |
| Land | Jedes Land erhält automatisch 12 Punkte. |          |    |    |    |    |    |    |    |    |    |    |    |    |    |    |    |    |    |

### Statistik der Zwölf-Punkte-Vergabe
| Anzahl | Land        | erhalten von                                           |
| ------ | ----------- | ------------------------------------------------------ |
| 6      | Armenien    | Bulgarien, Georgien, Malta, Russland, Ukraine, Belarus |
| 4      | Bulgarien   | Kroatien, Niederlande, Serbien, Zypern                 |
| 4      | Italien     | Kid′s Jury, Montenegro, San Marino, Slowenien          |
| 1      | Georgien    | Armenien                                               |
| 1      | Malta       | Italien                                                |
| 1      | Niederlande | Schweden                                               |

- Alle Länder erhielten zu Beginn 12 Punkte, weshalb kein Land 0 Punkte erreichen konnte. Vladislav Yakovlev, der Executive Supervisor des JESC, vergab diese Wertungen.

### Split-Ergebnisse zwischen Jury- und Televoting
Folgende Resultate hätte es bei reiner Jury- oder Zuschauerabstimmung gegeben:
| Platz | Televoting  | Punkte | Jury        | Punkte |
| ----- | ----------- | ------ | ----------- | ------ |
| 1     | Bulgarien   | 143    | Italien     | 143    |
| 2     | Armenien    | 124    | Armenien    | 114    |
| 3     | Italien     | 100    | Malta       | 113    |
| 4     | Ukraine     | 100    | Bulgarien   | 086    |
| 5     | Russland    | 089    | Zypern      | 073    |
| 6     | Niederlande | 069    | Russland    | 072    |
| 7     | Malta       | 064    | Serbien     | 065    |
| 8     | Belarus     | 058    | Belarus     | 062    |
| 9     | Zypern      | 042    | Niederlande | 044    |
| 10    | Georgien    | 041    | Georgien    | 044    |
| 11    | Slowenien   | 039    | Schweden    | 039    |
| 12    | Serbien     | 034    | Ukraine     | 024    |
| 13    | San Marino  | 011    | Montenegro  | 021    |
| 14    | Montenegro  | 010    | Slowenien   | 014    |
| 15    | Schweden    | 03     | San Marino  | 011    |
| 16    | Kroatien    | 01     | Kroatien    | 03     |

## Punktevergabe
Die Punktevergabe verlief im Gegensatz zu den Vorjahren nun wie beim ESC selbst. Die Punkte 1–7 wurden auf einmal dargestellt, die drei Höchstwertungen (8, 10 und 12) von den Punktesprechern verkündet. Somit sollte die Sendezeit von zweieinhalb Stunden nicht überschritten werden. Folgende Personen haben die Punkte in folgender Reihenfolge verkündet:
- Kid′s Jury: Gaia Cauchi (Siegerin beim JESC 2013)
- Belarus: Katerina Taperkina
- Bulgarien: Ina Angelowa
- San Marino: Clara
- Kroatien: Sarah
- Zypern: Paris Nicolaou
- Georgien: Mariam Khunjgurua
- Schweden: Elias Elffors Elfström (schwedischer Teilnehmer beim JESC 2013)
- Ukraine: Sofija Tarassowa (ukrainische Teilnehmerin beim JESC 2013)
- Slowenien: Gal Fajon
- Montenegro: Alejandra
- Italien: Geordie
- Armenien: Monika Awanesjan (armenische Teilnehmerin beim JESC 2013)
- Russland: Marija Karjewa
- Serbien: Tamara Vasović
- Malta: Julian Falzon (Bruder von Federica Falzon)
- Niederlande: Mylène & Rosanne Wallewijn (niederländische Teilnehmerinnen beim JESC 2013)

## Übertragung
Folgende Kommentatoren sprachen während des Wettbewerbs, in Klammern steht der jeweilige TV-Sender, der die Sendung live im Fernsehen übertrug:
- Armenien: Awet Barseghjan (Armenia 1) (Moderator beim JESC 2011)
- Bulgarien: Georgi Kushvaliew und Elena Rosberg (BNT)
- Georgien: GPB 1
- Italien: Simone Lijoi und Antonella Clerici (Rai Gulp)
- Kroatien: Ivan Planinić and Aljoša Šerić (HRT 2)
- Malta: TVM

- Montenegro: RTCG 2
- Niederlande: Jan Smit (NPO 3)
- Russland: Olga Shelest (Karousel)
- San Marino: Lia Fiorio und Gilberto Gattei (SMRTV)
- Schweden: Edward af Sillén und Ylva Hällen (SVT Barnkanalen)
- Serbien: Silvana Grujić (RTS 2)
- Slowenien: Bernarda Žarn (TV Slovenia 1)
- Ukraine: Timur Miroschnytschenko (NTU) (Moderator beim JESC 2009 und JESC 2013)
- Belarus: Anatolij Lipetskij (Belarus 1 & 24)
- Zypern: Kyriacos Pastides (CyBC 2)

Zudem übertrugen mehrere Länder, die nicht teilnahmen, den Wettbewerb im Radio oder TV:
- Argentinien: Victor Barrera für Radio WU  (Radio)
- Australien: Georgia McCarthy und Andre Nookadu für SBS 2 (TV)
- England: 103 The Eye (Radio)
- Irland: 92.5 Phoenix FM (Radio)
- Neuseeland: World FM (Radio)
- Peru: Diego Du Pont für Du Pont's Radio (Online-Radio)
- Schottland: K107, Radio Six International & Shore Radio (Radio)
- Singapur: 247 Music Radio (Online-Radio)
- Vereinigte Staaten: KCGW – Williams Life Radio & WXDR – Delgado’s Dolphin Radio (Radio)
- Wales: Oystermouth Radio (Radio)

Der Wettbewerb konnte außerdem per Livestream auf junioreurovision.tv verfolgt werden.

## Absagen
- Aserbaidschan: Aserbaidschan nahm am JESC 2014 nicht teil. Ein Grund wurde nicht genannt.[4]
- Belgien: Am 20. Dezember 2013 bestätigte der flämische Sender Ketnet, der vom belgischen Sender VRT betrieben wird und der für die Austragung des Junior Eurovision Song Contests in Belgien verantwortlich ist, dass man kein Interesse mehr am Junior Eurovision habe.[5] Auch RTBF wird nicht teilnehmen.[6]
- Dänemark: Ebenfalls bestätigte der dänische Sender DR am selben Tag, dass man in nächster Zukunft auf eine Teilnahme am JESC verzichten werde.[7]
- Deutschland: Am 24. Mai 2014 gab der Norddeutsche Rundfunk bekannt, dass Deutschland nach 2013 auch im Jahr 2014 nicht am Junior Eurovision Song Contest teilnehmen wird.[8]
- Finnland: Am 10. Juli 2014 sagte auch das finnische Fernsehen YLE für den JESC 2014 ab.[9]
- Griechenland: Durch den neuen griechischen Sender NERIT wurde zuerst angekündigt, dass Griechenland nach einer fünfjährigen Pause zum Wettbewerb zurückkehrt. Der Interimsender DT hatte bereits den Junior Eurovision Song Contest 2013 ausgestrahlt. Jedoch gab man am 7. Juli bekannt, doch nicht teilzunehmen. Ein expliziter Grund wurde nicht genannt.[10]
- Irland: Am 2. Juli gab das irische Fernsehen TG4 bekannt, nicht am JESC teilzunehmen.[11]
- Island: Am 1. Juli gab der isländische Rundfunk RÚV bekannt, nicht am JESC teilzunehmen.[12]
- Israel: Nach der bisher einzigen Teilnahme 2012 kehrte die IBA auch 2014 nicht zurück.[13]
- Lettland: Das Fernsehen Lettlands LTV kehrte nicht zum JESC zurück. Das Land nimmt seit 2011 nicht mehr teil.[14]
- Litauen: Auch das litauische Fernsehen LRT kehrte nicht 2014 zum JESC zurück. Das Land nimmt seit 2011 nicht mehr teil.[15]
- Moldau: Moldau nahm nicht am JESC 2014 teil. Ein Grund wurde nicht genannt.[16]
- Nordmazedonien: Am 4. September bestätigte der verantwortliche Fernsehsender, dass Mazedonien 2014 nicht teilnehmen werde.[17]
- Österreich: Trotz des Sieges beim Eurovision Song Contest und Eurovision Young Musicians wird der ORF auch 2014 nicht debütieren.[18]
- Polen: Das polnische Fernsehen TVP nahm 2014 nicht teil.[19]
- Portugal: Trotz einer ersten Zusage bezüglich einer Rückkehr zum JESC Ende Juli sagte das portugiesische Fernsehen RTP am 4. September ab und kehrte somit nicht zum Wettbewerb zurück.[20]
- Rumänien: Das rumänische Fernsehen TVR kehrte 2014 aufgrund fehlenden Interesses beim Publikum zum JESC nicht zurück, denkt aber über eine Rückkehr 2015 nach.[21]
- Spanien: Obwohl ein privater Fernsehsender Interesse an einer Teilnahme Spaniens beim JESC in Malta hatte, kam es zumindest 2014 nicht zu einer Teilnahme. Die EBU hat die Entscheidung über eine Möglichkeit, Nicht-EBU-Sender beim Wettbewerb zuzulassen, auf die Zeit nach dem JESC 2014 verlegt.[22]
- Tschechien: Das tschechische Fernsehen ČT nahm nicht teil.[23]
- Ungarn: Anfangs schien Ungarn interessiert an einer Teilnahme zu sein, sagte dann jedoch am 9. Juli ab. 2013 hatte das Land einen Delegierten zum JESC 2013 nach Kiew entsandt.[24]
- Vereinigtes Königreich: Am 23. Mai 2014 gab der britische Sender ITV bekannt, auch 2014 nicht an einer Rückkehr interessiert zu sein.[25]